# Грандинетти, Дарио
Дари́о Грандине́тти (род. 5 марта 1959 год) — аргентинский актёр кино и телевидения.
Наиболее известен по ролям в фильмах «Тёмная сторона сердца», «Танго на двоих», «Не умирай, не сказав, куда уходишь», «Неоновая плоть» и работам Педро Альмодовара.

## Личная жизнь
- Первая жена — Эулалия Ломбарте Лорка (1989—1992)
  - Дочь Мария Эулалия (1989)
  - Сын Хуан (1991)
- Вторая жена — актриса Мариса Мондино (1995—2006)
  - Дочь Люсия Лаура (1996)

## Награды
- 1992: Кинофестиваль в Гаване — лучший актёр («Тёмная сторона сердца»)
- 1993: Festival de Gramado — лучший актёр («Тёмная сторона сердца»)
- 1999: Cartagena Film Festival — лучший актёр («День, когда умерла тишина»)
- 1999: Premios Cóndor de Plata
- 2004: Fantasporto — лучший актёр («Слова убийцы »)
- 2012: Международная премия «Эмми» — лучшая мужская роль на ТВ[3]